# Kazematten van Menen

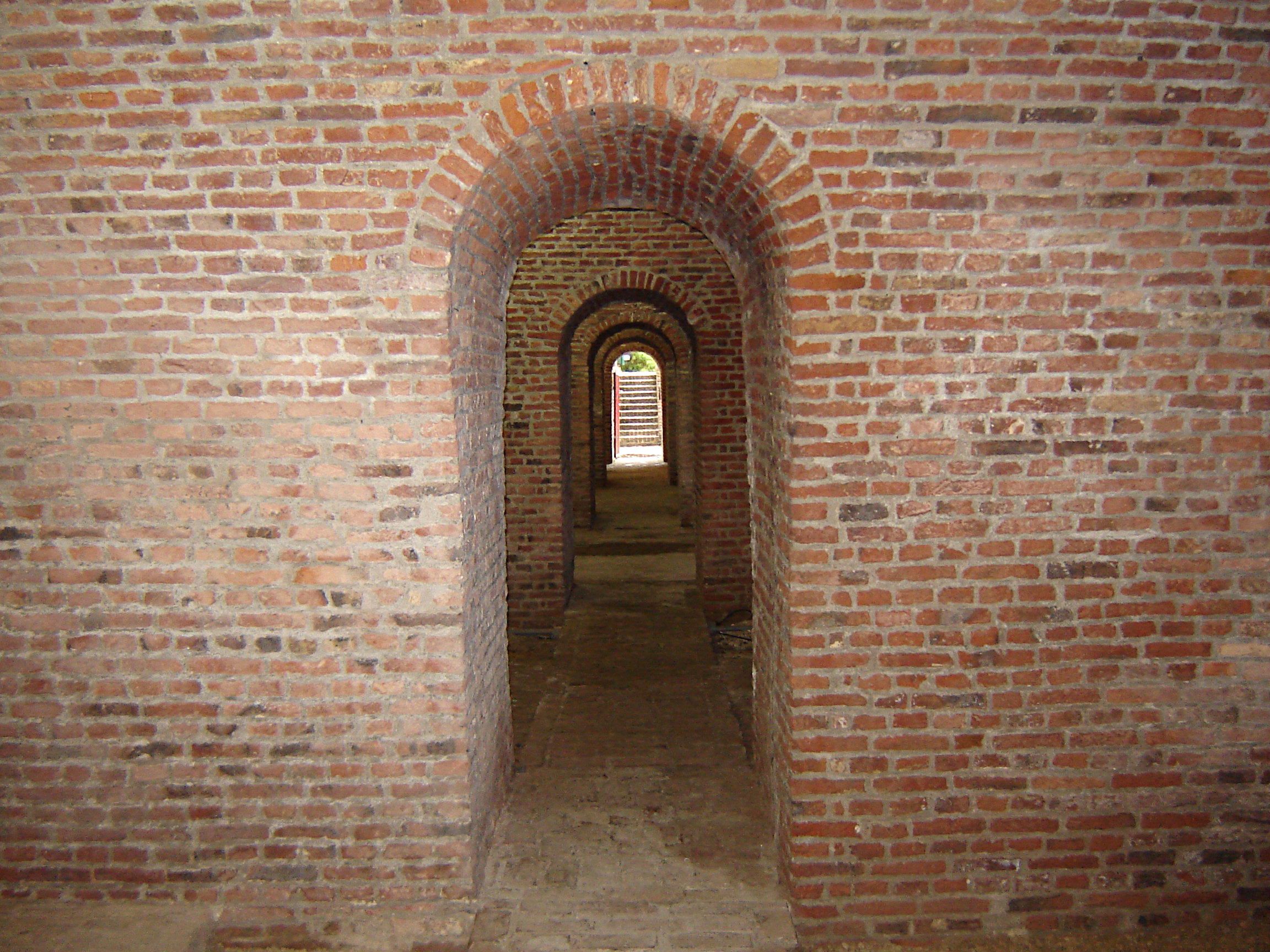
Kazematten van Menen

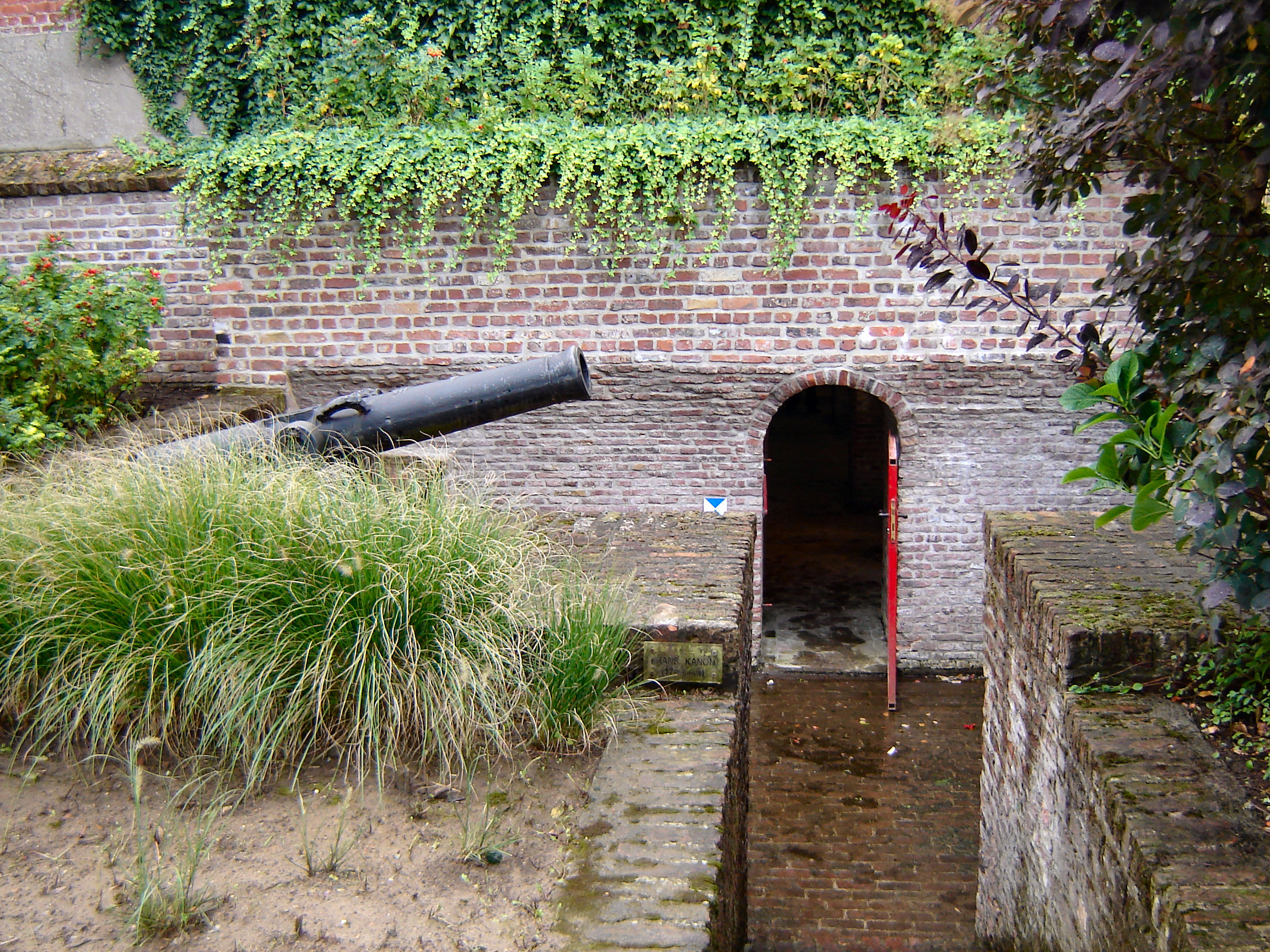
Kazematten, ingang

De kazematten van Menen waren onderdeel van de stadsversterkingen van de Belgische stad Menen.  

## Functie van de kazematten
De kazematten maken deel uit van de stadsversterkingen. Het zijn bomvrije gewelfde ruimtes en ze werden gebruikt voor militaire doeleinden, om er munitie op te slaan, levensmiddelen te bewaren of als schuilplaats voor soldaten en geschut. De kazematten meten 4 bij 5 meter en zijn 3 meter hoog. Ze zijn met elkaar verbonden via manshoge doorgangen. Aan de stadszijde had men een ingang, aan de andere kant, tegen de watergracht, bouwde men een stevige bakstenen muur. Per bomvrije ruimte zijn er aan de buitenzijde vier kijkgaten. Op de gewelven bracht men een dikke laag aarde aan om de inslagen van de bommen te neutraliseren. Ook tijdens de twee wereldoorlogen zochten de bewoners er toevlucht.

## Vorm van een kazemat
De kazematten op de privéterreinen worden gebruikt als garage, wijnkelder of schaapsstal. Deze kazematten maakten deel uit van het bastion van de Leie, een van de 11 bastions van de stad. Een bastion of bolwerk is een uitspringend versterkt gedeelte van een vestingwal, meestal in de vorm van een onregelmatige vijfhoek. 

## Geschiedenis van de Meense kazematten
Oorspronkelijk waren er 30 kazematten. Nu zijn er nog 11 over. Op de bovenste verdieping zijn ze allemaal gerestaureerd. Ze dateren uit de Hollandse periode, 1815-1830 toen Menen een barrièrestad was aan de zuidgrens van het Koninkrijk der Nederlanden. De bovenste rij werd opgebouwd op een onderste rij bestaande kazematten die wellicht ontworpen waren door de Franse vestingsbouwer Vauban. Vauban leefde op het eind van de 17de eeuw, ten tijde van Lodewijk XIV, de Zonnekoning.

## Restauraties van de kazematten
De kazematten werden in 1996 gerestaureerd door de 'vzw Wonen en Werken'. Het kanon aan de ingang van de kazematten is een Frans kanon, van het type dat de troepen van Lodewijk XIV gebruikten bij het beleg van Rijsel in 1667. Het kanon werd in 2001 aangekocht.